# 退出欧洲联盟
退出欧洲联盟（英語：Withdrawal from the European Union，也称脱欧）是指欧盟成员国退出欧洲联盟，脫離欧盟的法律和政治的过程。《欧洲联盟条约》（TEU）第50条规定，“任何成员国都可根据本国的宪法要求决定退出欧盟”。截至2022年只有大不列顛暨北愛爾蘭聯合王國（英国）退出欧盟。另外歐盟成員國的四個領土也退出了欧盟，包括法屬阿爾及利亞（1962年獨立）、格陵蘭（1985年公投退出）、聖皮埃爾和密克隆（1985年單方面退出）和聖巴泰勒米島（2012年），後者三個成為歐盟的海外領土。

## 背景
在2004年歐洲聯盟擴大時期，準備加入的候選國推動了退出權的訂明，希望在歐盟對其國家利益產生不利影響的情況下可以選擇退出歐盟，英國和丹麥等國的歐洲懷疑論者也支持。允許成員國退出的第50條最初由蘇格蘭中立議員和前外交官約翰·克爾起草，他是歐洲公約的秘書長，曾起草了歐盟憲法條約。在歐洲憲法的批准程序在多國成員國失敗後，該條款被納入2009年生效的里斯本條約。在此之前，歐盟的條約或法律中都沒有規定國家自願退出歐盟的能力。 

## 退出程序
2009年12月1日《里斯本條約》生效，歐盟條約第50條首次引入了成員國自願退出歐盟的程序。
# 任何成員國都可以根據自己的國家的憲法決定是否退出聯盟。
1. 決定退出的成員國應將其意圖通知歐洲理事會。根據歐洲理事會提供的指導方針，歐盟應與該國談判並達成協議，規定其退出的安排，同時訂下其未來與歐盟關係的框架，協議應根據歐盟運作條約第218條進行談判。(3) 在獲得歐洲議會的同意後，歐洲聯盟理事會以特定多數票代表歐盟締結該協定。
2. 里斯本條約應從退出協議生效之日起停止適用於有關國家，除非歐洲理事會與有關成員國達成一致 ，一致決定延長這一期限。
3. 歐洲理事會成員或代表退出成員國的理事會不得參與歐洲理事會或理事會的討論或與其相關的決定。
4. 如果退出聯盟的國家要求重新加入，其要求應遵循第49條規定的程序。

本規定不包括根據歐洲聯盟運作條約第355條定明的某些成員國海外領土。

## 退出的國家及地區

### 主權國家

#### 英國
英國政府在2016年6月舉行脱欧公投，其後於2017年3月29日觸發第50條退出欧盟程序，法律上定於2019年3月29日英國將完成退出手續，但由於脱欧協議遲遲未能談攏，於是限期延期至2020年1月31日。2020年1月23日，英國議會批准了退出協議，歐洲議會於2020年1月29日批准了退出協議。英國最終於格林威治標準時間2020年1月31日23:00離開歐盟，結束了47年的歐盟成員國身份。

### 成員國附屬領土
歐盟成員國的四個領土也退出了欧盟，包括法屬阿爾及利亞（1962 年獨立）、格陵蘭（1985年公投退出）、聖皮埃爾和密克隆（1985年單方面退出）和聖巴泰勒米島（2012年），後者三個成為歐盟的海外領土。

#### 阿爾及利亞
法屬阿爾及利亞曾作為法國的一部分加入了歐盟前身歐洲各共同體，不過在1962年獨立後離開了歐洲各共同體。

#### 格陵蘭
格陵蘭選擇在沒有脫離成員國的情況下離開歐盟前身歐洲各共同體。丹麥於1973年加入歐洲各共同體，儘管此前格陵蘭投票反對加入，但丹麥作為一個整體投票加入，使格陵蘭作為丹麥的一部分也加入了。1979年格陵蘭開始自治，1982年舉行了新的公投並投票決定脫離歐洲各共同體，該領土於1985年正式離開歐洲各共同體。但由於依舊屬於丹麥的一部分，格陵蘭仍然受歐盟條約中有關海外國家和領土的約束。

#### 聖皮埃爾和密克隆
聖皮埃爾和密克隆群島是法國的領土，曾經是歐盟的一部分，但於1985年6月11日公投離開。

#### 聖巴泰勒米島
聖馬丁島和聖巴泰勒米島於2007年脫離瓜德羅普島（法國海外省和歐盟最外圍地區（OMR）），成為法國的海外領地，但同時仍然是歐盟的海外領土。後來，聖巴泰勒米島的當選代表表示希望“獲得更適合其在國內法下的地位的歐洲地位，特別是考慮到它遠離大陸，其小型島嶼經濟主要致力於旅遊業和難以獲得供應品，這阻礙了某些歐盟標準的應用”。於是法國在歐洲理事會上要求將聖巴泰勒米島的地位更改為與歐盟相關的海外國家或領土（OCT）。狀態變更自2012年1月1日起生效。